# Банк Північної Америки
Банк Північної Америки (англ. Bank of North America) — американський банк, що проіснував з 1781 року до 1783 року.
Навесні 1781 р. в Конгресі був представлений законопроєкт Роберта Морріса про створення першого комерційного й одночасно de facto центрального банку США. Банк за структурою був схожий на Банк Англії, очолив його сам Морріс. На початку 1782 року банк, одержавши федеральну ліцензію почав свою роботу. Банк Північної Америки одержав право друкувати банкноти, прийняті за номінали усіма державними установами США, інші банки не мали права діяти на території США. У Банку Північної Америки знаходились всі кошти конгресу. Крім цього Банк викуповував урядові боргові зобов'язання. У 1783 році банк одержав ліцензію комерційного банку штату Пенсильванія (зниження статусу). Наприкінці 1783 року федеральна частка в банку (60 %) була продана в приватні руки, державний борг перед банком був погашений. Банк припинив функціонувати як центральний.